# Bernard Agré
Bernard Agré, né le 2 mars 1926 à Monga (Afrique-Occidentale française à l'époque, aujourd'hui en Côte d'Ivoire) et mort le 9 juin 2014 à Paris, est un cardinal ivoirien. Il est archevêque d'Abidjan de 1994 à 2006.

## Biographie

### Jeunesse
Né à Monga, dans le vicariat apostolique de Côte d'Ivoire, Bernard Agré est baptisé à six ans à Memni, village (après Grand-Bassam, Memni est la deuxième étape de la venue des missionnaires en Côte d'Ivoire) où il reçoit son instruction primaire de 1936 à 1941. Il continue sa scolarité au petit séminaire de Bingerville de 1941 à 1947 avant d'entrer au grand séminaire de la même ville pour ses études de philosophie de 1947 à 1948. Il part ensuite à Ouidah au Dahomey (actuel Bénin) où il suit des études de théologie de 1948 à 1953.

### Prêtre
Après avoir été ordonné prêtre, le 20 juillet 1953, il devient vicaire à Dabou pendant trois ans. Il enseigne en même temps, et devient en 1956 recteur du pré-séminaire de Bingerville. Il interrompt son ministère de 1957 à 1960 pour étudier le droit canonique et la théologie à l'université pontificale urbanienne à Rome, où il obtient un doctorat. De retour dans le diocèse d'Abidjan, il est successivement curé de la paroisse Notre-Dame de Treichville de 1960 à 1962, puis vicaire général chargé de l'éducation et des séminaires.

### Évêque
Nommé évêque de Man le 8 juin 1968, il a été consacré le 3 octobre suivant par le cardinal Bernard Yago.
Il préside la Conférence épiscopale régionale de l'Afrique de l'Ouest (CERAO) de 1985 à 1991.
Le 6 juin 1992, il est nommé évêque de Yamoussoukro dont il devient le premier évêque. Cette nouvelle capitale administrative abrite une grande basilique que le pape Jean-Paul II vient de consacrer.
Le 19 décembre 1994, il est nommé archevêque d'Abidjan. Il démissionne de cette charge à 80 ans, le 2 mai 2006.

### Cardinal
Il a été créé cardinal par Jean-Paul II  lors du consistoire du 21 février 2001 avec le titre de cardinal-prêtre de S. Giovanni Crisostomo a Monte Sacro Alto. Il est le premier cardinal ivoirien à participer à un conclave, celui de 2005 pour l'élection de Benoît XVI. Ayant dépassé la limite d'âge, il ne participe pas à l'élection du pape François au conclave de 2013.
Il meurt le lundi 9 juin 2014 à l'âge de 88 ans, vers 9h00, à l’hôpital Bichat de Paris où il était hospitalisé depuis environ deux mois,.

## Succession apostolique
Bernard Agré a ordonné les évêques suivants :
- Évêque Philippe Kourouma (1979)
- Archevêque Joseph Aké Yapo (2001)
- Cardinal Jean-Pierre Kutwa (2001)
- Évêque Gbaya Boniface Ziri (2009)
- Évêque Marcellin Yao Kouadio (2009)
- Évêque Antoine Koné (2009)

## Publications
- Jean-Albert Ablé et Bernard Agré, « Monseigneur Jules Moury (1911-1935) et Monseigneur François-Marie Person (1938-1939) », in Église catholique en Côte d'Ivoire : album du centenaire, 1895-1995, Église Catholique, Côte d'Ivoire, 1996, 286 pages.